# Beau Sancy
El Beau Sancy o pequeño Sancy es un diamante blanco de 34,98 quilates. Fue propiedad de la reina María de Médici, esposa de Enrique IV de Francia.

## Características
Según el certificado n° 1142121953 otorgado por el Gemological Institute of America (GIA) en 2012  el Beau Sancy presenta las características siguientes:
- Peso: 34,98 quilates.
- Pureza: SI1. Es además un diamante de tipo IIa, perteneciendo a esta categoría de diamantes muy raros (el 0,8% de los diamantes conocidos), de una gran pureza química, constituidos por el 100% de átomos de carbono, sin rastro de nitrógeno. Esta característica confiere sobre los diamantes de tipo IIa una transparencia excepcional.
- Color: K, ligeramente pardo.
- Talla: El Beau Sancy es un diamante pera (de forma ligeramente ovoide) tallado en rosa doble. Es decir tallado sobre sus dos caras con una multitud de facetas triangulares (55 sobre cada cara, 110 en total), cuyas facetas más pequeñas están centradas alrededor de una estrella de ocho puntas, que da a este diamante su carácter único. Esta talla en rosa fue efectuada a finales del siglo XVI y en aquella época fue una gran novedad. Gracias a la multiplicación de las facetas sobre toda la superficie de la piedra, la luz que penetra en el cristal es reflejada, dispersada y refractada, de modo que brota del diamante con los colores de un arco iris. Pocas piedras de esa época recibían una talla tan esmerada y esta gran novedad técnica hacía indudablemente al Beau Sancy una piedra de excepción, capaz de avivar el interés de María de Médici.

## Historia

### Origen incierto
El origen de este diamante es incierto. Solo su origen indio es indiscutible, porque antes de los descubrimientos de los yacimientos de Brasil en 1725, las minas de Golconda, en la India, eran las únicas minas conocidas de diamantes, de las cuales tienen su origen otras piedras de leyenda como el diamante Hope, el Koh-i-Noor o el Regente.
El único propietario conocido antes de María de Médici es Nicolas Harlay, señor de Sancy, al cual debe su nombre. Era un gentilhombre francés, aventurero, hombre de negocios y diplomático, que fue tanto viajero como financiero. Nicolas Harlay fue uno de los pocos miembros de la corte del último Valois en desempeñar funciones oficiales. De 1594 a 1598, Enrique IV de Francia lo nombró superintendente de finanzas. El origen de su fortuna es familiar: los Sancy eran muy ricos. Además del Beau Sancy, Nicolas Harlay también poseyó el Sancy o gran Sancy, un diamante aún más grueso, de 55,23 quilates, que vendió a principios del siglo XVII al rey de Inglaterra Jacobo I.
La forma en que Nicolas Harlay adquirió el diamante no ha sido establecida de manera categórica; existen diversas teorías sobre la procedencia del Beau Sancy.

### Historia documentada

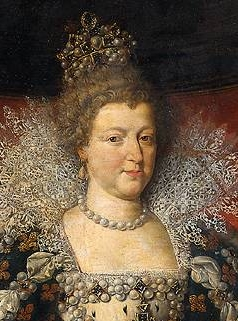
Retrato de María de Médici en 1610, de Frans Pourbus. El Beau Sancy es el diamante grande en lo alto de su corona.

Identificada en Europa, de forma documentada, a principios del siglo XVII, esta magnífica piedra adquirió un pedigrí verdadero y real, después de haber pertenecido a las familias reinantes de Francia, los Países Bajos, Inglaterra, y Prusia.
El Beau Sancy fue adquirido por Enrique IV de Francia para su esposa María de Médici en 1604 por 25 000 escudos. En el momento de su coronamiento solemne en Saint Denis el 13 de mayo de 1610, la reina lo hace engastar en lo alto de su corona, como se le puede ver en el retrato pintado por Frans Pourbus para esa ocasión.
Al día siguiente, el 14 de mayo de 1610, a consecuencia del asesinato de rey Enrique IV por François Ravaillac, María de Médici fue proclamada regente de su hijo Luis XIII todavía menor. María llevó durante cerca de veinte años una política arriesgada que la conduce a una oposición muy viva con su hijo. Al día siguiente del día de los Engañados, el 10 de noviembre de 1630, es desterrada de Francia y se exilia. Privada de toda pensión procedente de Francia, vivió de los préstamos contraídos con bancos de los Países Bajos y Alemania, que garantizaba gracias a una importante colección de joyas con la cual se fue de Francia, entre las cuales figuraba el Beau Sancy. Acosada por las deudas, no pudo reembolsarlos, perdiendo la propiedad del diamante, que fue comprado por el príncipe Federico Enrique de Orange-Nassau, estatúder de las Provincias Unidas. El diamante fue comprado a través de un negociante italiano, G.B. Beni, por la suma de 80 000 florines, en 1642. El joyero de la corte, Thomas Cletcher, valoró el diamante en 150 000 florines.
Cuidadoso de asentar a su familia como una verdadera dinastía a la cabeza de las Provincias Unidas, Federico Enrique de Orange-Nassau se sirve de la piedra para sellar el matrimonio de su hijo Guillermo con María Enriqueta, princesa heredera, hija mayor de rey Carlos I de Inglaterra y de Enriqueta María de Francia. Le ofrece pues el Beau Sancy a su nueva nuera, que es por otra parte nieta de la propia María de Médici.
Se sabe pocas cosas sobre la «muy real y muy orgullosa» princesa María Enriqueta antes de 1650, año en el cual, una semana después la muerte de su esposo, da a luz a un hijo, el futuro rey de Inglaterra Guillermo III. En 1659 utiliza el Beau Sancy para financiar la restauración de su hermano Carlos II en el trono de Inglaterra. Va a Londres para asistir a su coronamiento en 1660, donde muere un año más tarde a causa de la peste.

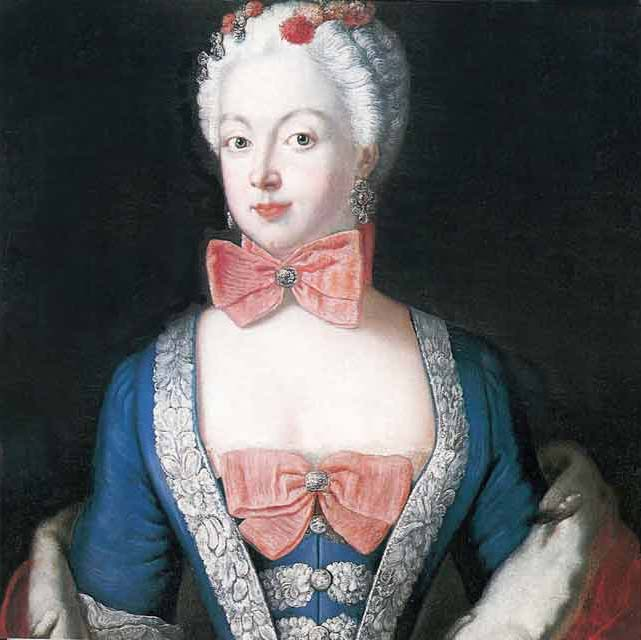
Retrato de Isabel Cristina, reina consorte de Prusia, en 1739. El Beau Sancy aparece en el lazo de la corbata.

Amalia de Solms-Braunfels, viuda de Federico Enrique de Orange-Nassau, fue nombrada tutora de su nieto Guillermo III de Inglaterra. Tuvo la tarea de reivindicar el Beau Sancy y otras joyas que la princesa María Enriqueta había tomado en Inglaterra, que fueron igualmente reclamadas por la familia Estuardo. Este problema fue resuelto en 1677 con el matrimonio de Guillermo III con su prima María de Estuardo (hija de Jacobo II de Inglaterra), que recibió el Beau Sancy como regalo.
La unión de Guillermo y María no produjo descendencia y el diamante pasó a formar parte de un largo desacuerdo entre los herederos. Uno de los cuales, hacia 1700, Federico III, de Hohenzollern, hijo de Luisa Enriqueta de Orange-Nassau y nieto de Federico Enrique de Orange-Nassau, aceptó renunciar al conjunto de su parte sobre la herencia por el Beau Sancy.
Federico se convirtió en 1701 en el primer rey en Prusia, bajo el nombre de Federico I. Valorado en 300 000 reichstalers, el Beau Sancy se convirtió en la piedra más importante del tesoro de Prusia y el ornamento principal de la nueva corona real.
El diamante fue transmitido de generación en generación en el seno de la familia Real de Prusia. Durante la Segunda Guerra Mundial fue escondido detrás de una pared de ladrillos en una cripta en Bückeburg, en la Baja Sajonia.
Finalmente, el Beau Sancy, que había permanecido durante más de doscientos años en el tesoro de la Casa de Prusia, fue sacado a subasta por su propietario, el príncipe Jorge Federico de Prusia, el 15 de mayo de 2012 en Ginebra, dónde fue adjudicado a un comprador anónimo por la suma de 9,04 millones de francos suizos.